# Quercus arizonica
Quercus arizonica е вид растение от семейство Букови (Fagaceae). Видът е незастрашен от изчезване.

## Разпространение
Quercus arizonica е разпространен в Аризона, Ню Мексико, Западен Тексас, Сонора, Чиуауа, Коауила, Синалоа и Дуранго.